# Choi Ji-woo
Choi Ji-woo (en hangul, 최지우; Paju, Gyeonggi, 11 de junio de 1975) es una actriz de televisión y cine surcoreana. Antes de ser actriz, trabajó como modelo. Es una de las actrices más aclamadas y admiradas por el público siendo conocida como "Princess Hallyu" (Princesa del drama coreano o reina), es una de las pocas artistas surcoreanas que se han dado a conocer a nivel internacional debido al increíble éxito que obtuvieron los dramas Escalera al Cielo y Sonata de invierno, novelas que obtuvieron un alto nivel de audiencia tanto nacional como internacional.

## Biografía
Realizó sus estudios primarios en la escuela Pusan Sooyoung Primaria, donde también se especializó en danza. En 2001 inició sus estudios en la Universidad Hanyang (departamento de teatro y estudio de cine), sin embargo solo estuvo un año ya que decidió continuar con su carrera actoral.
Salió con el actor Bae Yong-joon, pero la relación terminó. 
Comenzó a salir con el actor Song Seung-heon. Sin embargo, después de cinco años la pareja se separó. 
En 2007 comenzó a salir con el actor Lee Jin-wook, pero la relación terminó a mediados de 2011. 
El 29 de marzo de 2018 se casó con un hombre que no es parte de la farándula. En diciembre de 2019 se hizo público que la pareja estaba esperando a su primera hija, la cual nació el 16 de mayo de 2020.

## Carrera
En 1994, realizó audiciones para la MBC, debutando un año después en 1995 con el drama "War and love" en donde adoptó su nombre artístico Choi Ji Woo. Tiempo después, actuó y formó pareja en el drama "First Love" con el actor Bae Yong-joon (con quien en 2002 volvería a actuar en el drama sonata de invierno). En 2001, obtuvo fama en su país natal por el drama "Beautiful" donde interpretó a una chica huérfana con leucemia. En 2002 le ofrecen el papel protagónico como Yoo Jin en Sonata de invierno producido por KBS y dirigido por Yoon suk-hoo nuevamente al lado de Bae Yong-joon, segunda parte de 4 dramas lanzados consecutivamente sucesora del vals de primavera, seguida de otoño en mi corazón y Aroma de verano fue tanto el éxito, que el drama rebaso fronteras poniendo en alto los dramas coreanos mundialmente. Después de su lanzamiento en Corea, al llegar a tierras niponas, donde fue bautizada como "La Reina de los dramas coreanos" sobrenombre con el que se le conoce también mundialmente después continuó su racha de éxito como actriz en el drama escalera al cielo.
En 2007 actuó en el drama "Air City" también de la MBC su primer drama después de una pausa que tuvo en 2004, drama interpretado por Han Do-kyung al lado de las estrellas Lee Jung-jae y Lee Jin-wook seria drama que concluyó el 15 de julio de 2007. En diciembre de 2008 salió al aire su última novela Star's Lover donde comparte créditos al lado de Yoo Ji Tae, Cha Ye Riun y Lee Ki Woo. Basada en la famosa película de Notting Hill (Julia Roberts y Hugh Grant). Para esta novela, Ji Woo tuvo que tomar clases de ballet seis meses antes para grabar algunas escenas.
Su última película "Actresses" fue realizada en 2009 donde compartió créditos con otras 5 actrices, ninguna cobró por su actuación es esa película en donde cada una se interpretó a sí misma.
En enero de 2020 se anunció que realizaría una aparición especial en la serie Crash Landing on You.
En septiembre de 2021 se anunció que se uniría al elenco de la serie Goosebumps donde dará vida a Hyun-jung, una hermosa mujer con secretos.

## Filmografía

### Series de televisión
| Año    | título                                   | Rol                                           | Canal         |
| ------ | ---------------------------------------- | --------------------------------------------- | ------------- |
| 1995   | War and Love                             |                                               | MBC           |
| 1996   | MBC Best Theater "사랑, 그 하나만으로도" |                                               | MBC           |
| 1996   | First Love                               | Kang Seok-hee                                 | KBS 2TV       |
| 1996   | Three Guys and Three Girls               | (ep. 270, aparición especial)                 | MBC           |
| 1997   | Happiness Is in Our Hearts               | Sun Kyung-ah                                  | SBS           |
| 1998   | Love                                     | Yoo Ji Young (support role)                   | MBC           |
| 1999   | Love In 3 Colors                         | Eun Ji-soo                                    | KBS 2TV       |
| 1999   | Love Story                               | Min Jung (episodio 2: "Message")              | SBS           |
| 2000   | Truth                                    | Lee Ja-young                                  | MBC           |
| 2000   | Mr. Duke                                 | Jang Soo-jin                                  | MBC           |
| 2001   | Beautiful Days                           | Kim Yeon-soo                                  | SBS           |
| 2002   | We Are Dating Now                        | (cameo, episodio 15)                          | SBS           |
| 2002   | Winter Sonata                            | Jung Yoo-jin                                  | KBS 2TV       |
| 2003   | Escalera al Cielo                        | Han Jung-seo / Kim Ji-soo                     | SBS           |
| 2004   | Full House                               | (cameo, episodio 3)                           | KBS 2TV       |
| 2004   | 101st Proposal                           | Li Shao Rong                                  | BTV           |
| 2006   | RONDO                                    | Choi Yoon-ah                                  | TBS           |
| 2007   | Air City                                 | Han Do-kyung                                  | MBC           |
| 2008   | Star's Lover                             | Lee Ma-ri                                     | SBS           |
| 2009   | Winter Sonata Anime                      | Jung Yoo-jin (Voz)                            | SKY PerfecTV! |
| 2011   | Fuyu no Sakura                           | Novia coreana de Inaba Tatsuki (ep. 2, cameo) | TBS           |
| 2011   | Can't Lose                               | Lee Eun-jae                                   | MBC           |
| 2012   | City Lovers                              |                                               | AHTV          |
| 2013   | The Suspicious Housekeeper               | Park Bok-nyeo                                 | SBS           |
| 2014   | Temptation                               | CEO Yoo Se-young                              | SBS           |
| 2015   | We Broke Up                              | (cameo) Ep. 4 (2:58 minutos)                  | Naver TV Cast |
| 2015   | Second 20s                               | Ha No-ra                                      | tvN           |
| 2020   | Crash Landing on You                     | Ella misma (ep. 13, invitada)                 | tvN           |
| 2022   | Shooting Stars                           | Eun Si-woo (invitada)                         | tvN           |
| 2022 - | Goosebumps                               | Hyun-jung                                     |               |

### Películas
| Año  | título                     | Rol                   | Notas              | Ref.          |
| ---- | -------------------------- | --------------------- | ------------------ | ------------- |
| 1996 | The Adventures of Mrs Park | Eun Jin               |                    |               |
| 1997 | Hallelujah                 | Bar madam             | Cameo              |               |
| 1997 | The Hole                   | Su Jin                |                    |               |
| 1998 | Alien                      | Hija de Kim           | Voz                |               |
| 1998 | First Kiss                 | Song Yeon Hwa         |                    |               |
| 1999 | Nowhere to Hide            | Kim Ju Yeon           |                    |               |
| 2002 | The Romantic President     | Choi Eun Soo          |                    |               |
| 2004 | Everybody Has Secrets      | Han Sun Young         |                    |               |
| 2005 | Shadowless Sword           |                       | Cameo              |               |
| 2006 | Now and Forever            | Han Hye Won           |                    |               |
| 2009 | Actresses                  | Ella misma            |                    |               |
| 2016 | Like for Likes             | Ham Joo-Ra            |                    |               |
| 2025 | Hitman 2                   | Médica de emergencias | Aparición especial | [ 11 ] [ 12 ] |

### Programas de televisión
| Año                | Título                                 | Canal             | Nota                               |
| ------------------ | -------------------------------------- | ----------------- | ---------------------------------- |
| 2004               | Hanamaru Market                        | TBS               | Invitada Infinite Challenge cap.54 |
| 2004               | SMAPxSMAP - Bistro SMAP                | Fuji TV           | Invitada Infinite Challenge cap.54 |
| 2005               | SMAPxSMAP skit "Old Maid"              | Fuji TV           | Invitada Infinite Challenge cap.54 |
| 2005               | SMAPxSMAP skit "Old Maid"              |                   | Invitada Infinite Challenge cap.54 |
| 2005               | Infinite Challenge                     | MBC entertainment | Invitada Infinite Challenge cap.54 |
| 2006               | Masahiro Nakai's SMAP Friday           | TBS               | Invitada Infinite Challenge cap.54 |
| 2006               | The Tunnels' Thanks to Everyone        | Fuji TV           | Invitada Infinite Challenge cap.54 |
| 2007               | Sanma no Manma                         | Fuji TV           | Invitada Infinite Challenge cap.54 |
| Infinite Challenge | MBC                                    |                   | Invitada Infinite Challenge cap.54 |
| 2008               | Line to the Law Center                 | NTV               | Aparición en VCR                   |
| 2011               | 2 Days & 1 Night                       | KBS 2TV           | Invitada (episodios 193-195)       |
| 2011               | Saturday Across Generations            | KBS 2TV           | Invitada                           |
| 2011               | Healing Camp, Aren't You Happy         | SBS               | Invitada                           |
| 2012               | Choi Ji-woo's Delicious Korea          | Olive TV          | Conductora                         |
| 2012               | Running Man                            | SBS               | Invitada (episodios 126-127)       |
| 2013               | MBC Human Documentary - Love Narration | MBC               |                                    |
| 2014               | Three Meals a Day                      | tvN               | Invitada (episodios 7-8)           |
| 2015               | Grandpas Over Flowers                  |                   | Miembro del elenco (Temporada 4)   |
| 2015               | Three Meals a Day - Season 2           |                   | Invitada (episodios 10-11)         |
| 2016               | Guerrilla Date (Entertainment Weekly   | KBS World TV      | Entrevista Exclusiva 2016.02.12    |
| 2019               | Coffee Friends                         |                   | invitada (episodios 1-10)          |
| 2021               | Countryside Western Cuisine            | JTBC              | miembro                            |

### Aparición en videos musicales
| Año  | Canción                    | Artista                       |
| ---- | -------------------------- | ----------------------------- |
| 1996 | «Endless Love»             | Kim Jung Min                  |
| 1998 | «Scenery»                  | Goo Bon Seung y Jang Dong Gun |
| 1998 | «Na Na Na»                 | Yoo Seung Jun                 |
| 1999 | «For Your Soul»            | Jo Sung Mo                    |
| 2003 | «The Young Prince's Dream» | Cha Tae Hyun                  |
| 2013 | «Ziugae»                   | ALi                           |